# Do, ut des и Do, ut facias
Do, ut des и Do, ut facias — латинские выражения (формулы), употреблявшиеся при судопроизводстве в Древнем Риме и означавшие: «я даю с тем, чтобы и ты дал или чтобы ты [для меня что-нибудь] сделал». Условие относится к так называемым contractus innominati («безымянные контракты»). Существовали ещё три аналогичных формулы:
- Do ut facias («я даю для того, чтобы ты сделал») — в соответствии с ним осуществлялось бесплатное предоставление имущества в пользование;
- Facio ut des («я делаю для того, чтобы ты дал»);
- Facio ut facias («я делаю для того, чтобы ты сделал») — по нему совершался обмен одной вещи на другую.

Безымянные контракты являлись полностью деформализованными договорами, близкими по своей правовой сути к любым сделкам (лат. pactum).
Принцип Do ut des и Do ut facias мог применяться по отношению и к дарителю, и тому, кто принимает подарок. В случае получения подарка возникает своеобразный неписаный контракт с условием Do ut des, то есть, даритель обязывает одариваемого сделать в будущем свой подарок в ответ. В свою очередь, соответствующий подарок является основанием для нового, уже со стороны первого дарителя.
С течением времени принцип Do ut des приобрёл универсальный характер, став латинским эквивалентом принципа «ты мне — я тебе».